# Неизменный: Майкл Дж. Фокс
«Неизменный: Майкл Дж. Фокс» (англ. Still: A Michael J. Fox Movie) — американский документальный фильм 2023 года режиссёра Дэвиса Гуггенхайма о жизни актёра Майкла Дж. Фокса и его борьбе с болезнью Паркинсона. Премьера фильма состоялась 20 января на кинофестивале «Сандэнс» в 2023 году, а затем он был выпущен 12 мая 2023 года на Apple TV+.

## Появления
- Майкл Джей Фокс (в титрах не указан)
- Трэйси Поллан
- Сэм Майкл Фокс
- Шейн Уокер
- Майкл Макдональд
- Райан Ордер
- Кристофер Ллойд (хроника)

## Восприятие
На сайте-агрегаторе обзоров Rotten Tomatoes 99 % из 149 рецензий критиков оказались положительными со средней оценкой 8,1/10. Консенсус веб-сайта гласит: «Пронзительный и глубокий фильм предлагает захватывающий взгляд изнутри на жизнь и карьеру любимого артиста». На сайте-агрегаторе рецензий Metacritic фильм получил 78 баллов на основе 34 отзывов. На русскоязычном сайте «Критиканство» фильм получил 87 баллов на основе 4 рецензий. Бен Кенигсберг из The New York Times отмечает оптимизм и отсутствие депрессивных нот в повествовании, несмотря на всю тяжесть положения Фокса.
По словам Максима Ершова (Film.ru): «Невозможно не поддаться обаянию актёра, который боролся всю жизнь. Сначала с насмешками из-за маленького роста, а затем со страшным недугом. Но Фокс доказал, что юмор остаётся лучшим лекарством от всех болезней».